# Francisco José Viveiros de Castro
Francisco José Viveiros de Castro foi um político brasileiro.
Foi presidente da província do Piauí, de 6 de julho de 1887 a 27 de junho de 1888.